# Martfű
Martfű [ˈmɒrtfy:] ist eine 
ungarische Stadt im Kreis Szolnok im Komitat Jász-Nagykun-Szolnok.

## Geografische Lage
Martfű liegt 19 Kilometer südöstlich der Kreisstadt und des Komitatssitzes  Szolnok  am linken Ufer der Theiß.

## Städtepartnerschaften
- Tăuții de Jos, Rumänien[2]
- Tuchów, Polen[2]

## Sehenswürdigkeiten
- 1848er-Denkmal, erschaffen von Ferenc Gyurcsek
- Römisch-katholische Kirche Szent Tamás apostol
- Thália-Skulptur, erschaffen 1964 von Mihály Dabóczi

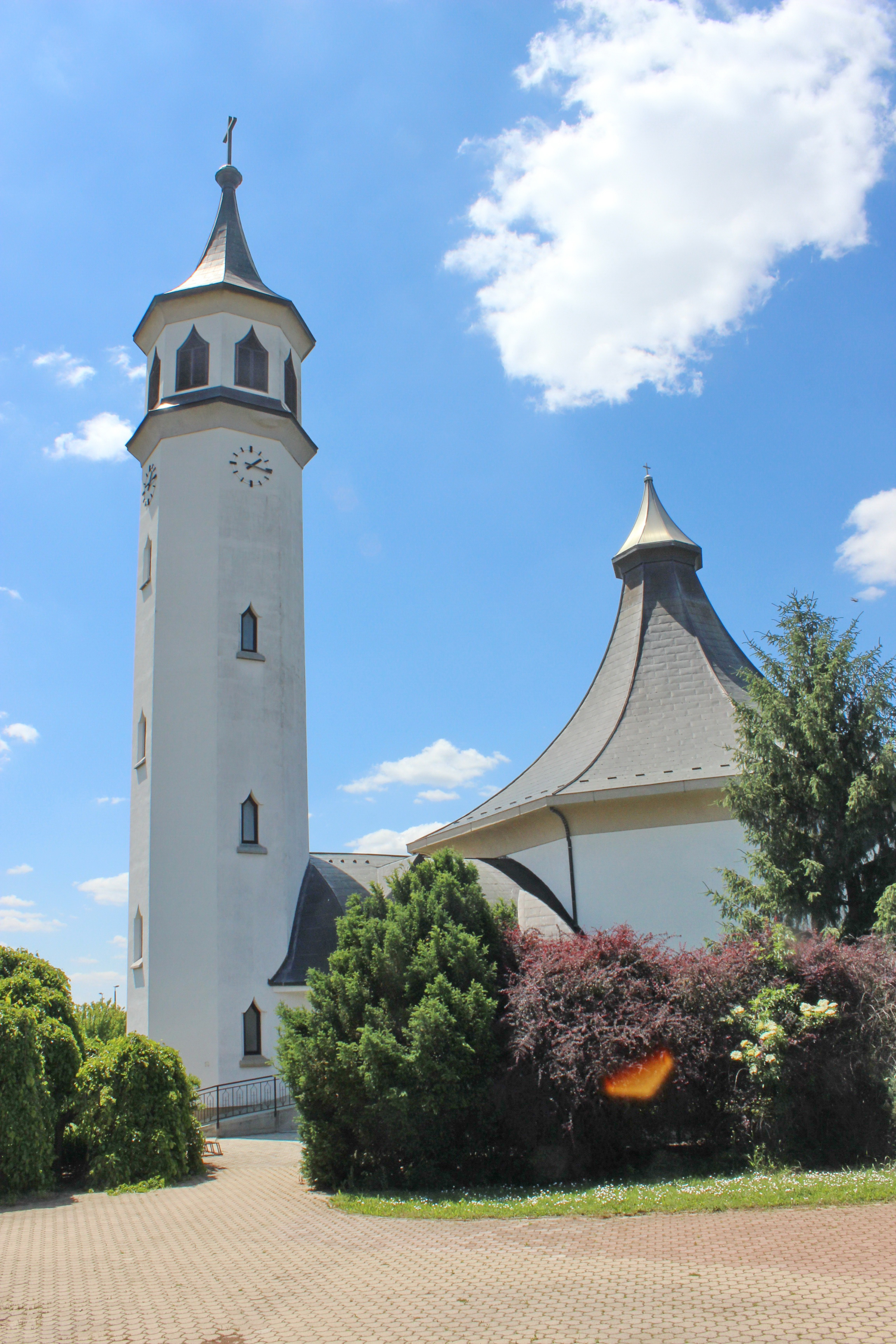
Kirche Szent Tamás apostol
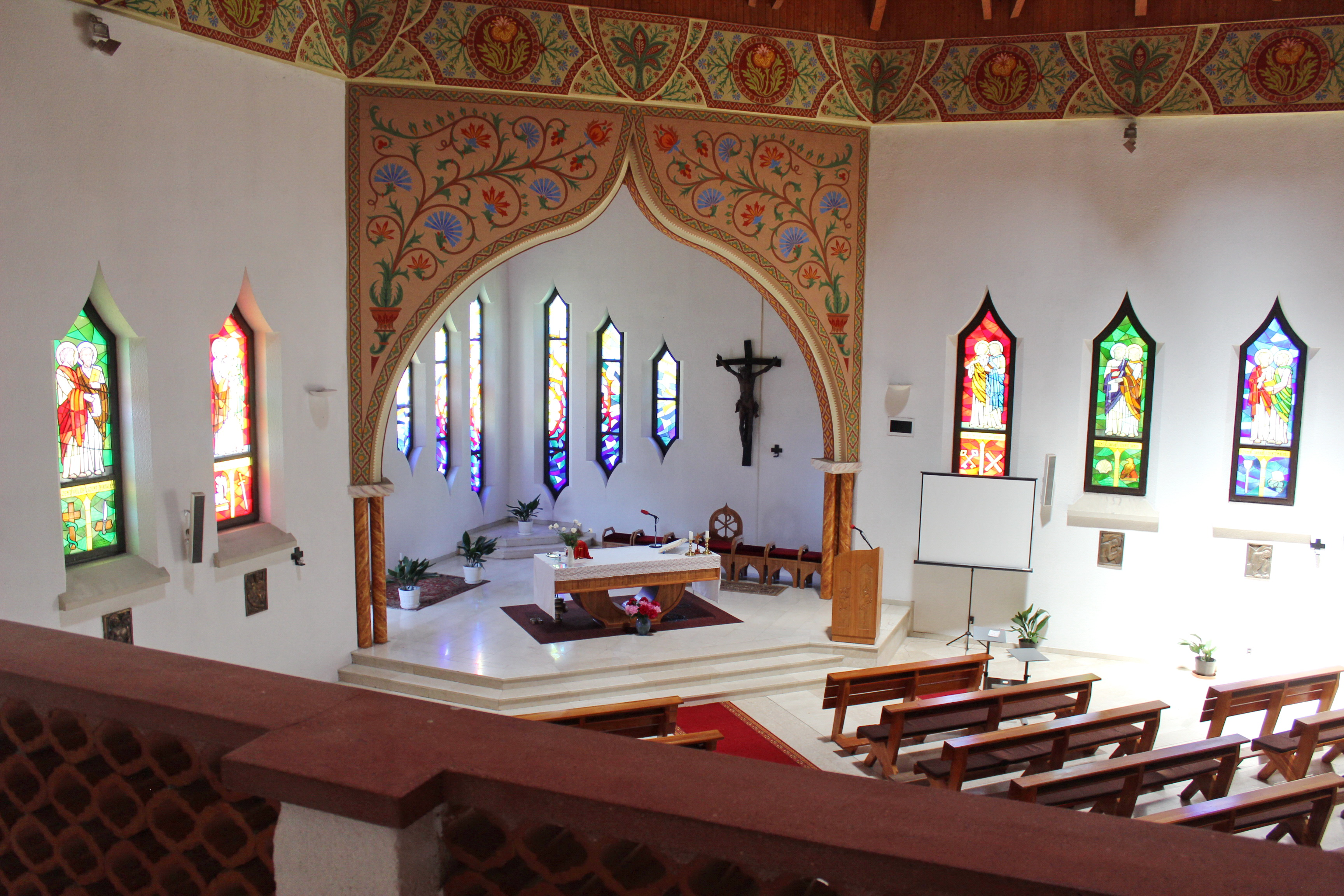
Blick auf den Altar
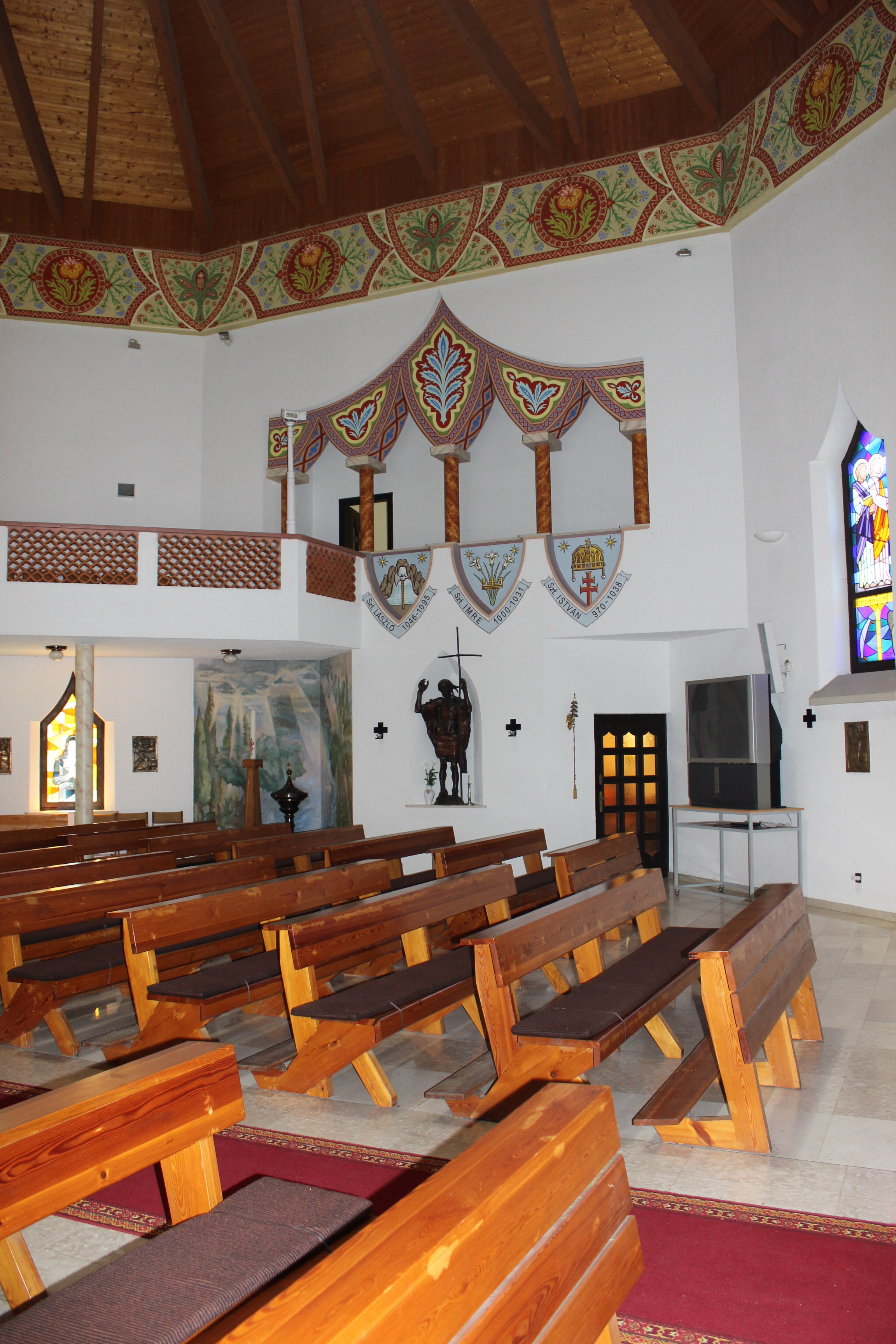
Innenraum der Kirche
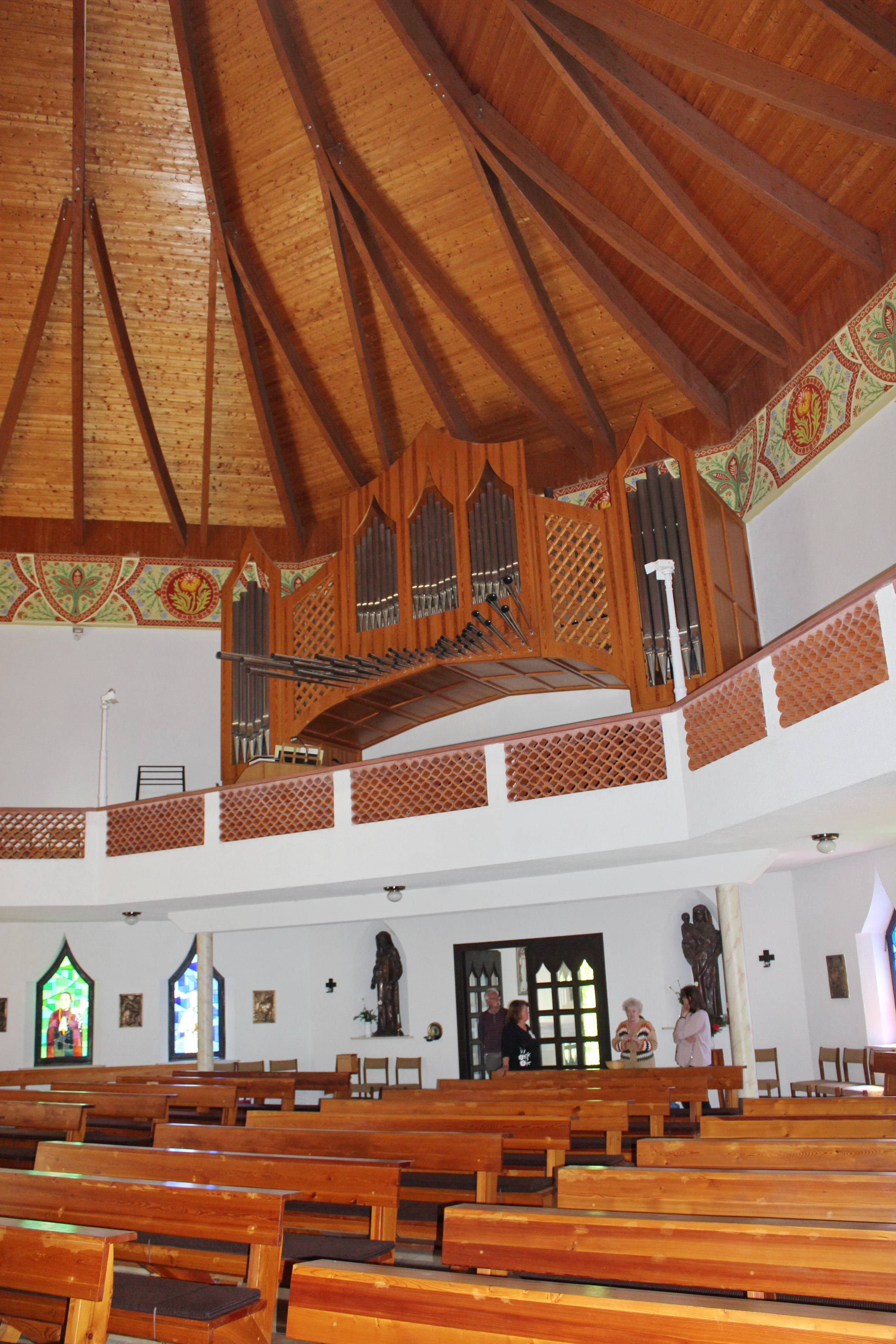
Blick auf die Orgel

## Infrastruktur und Verkehr

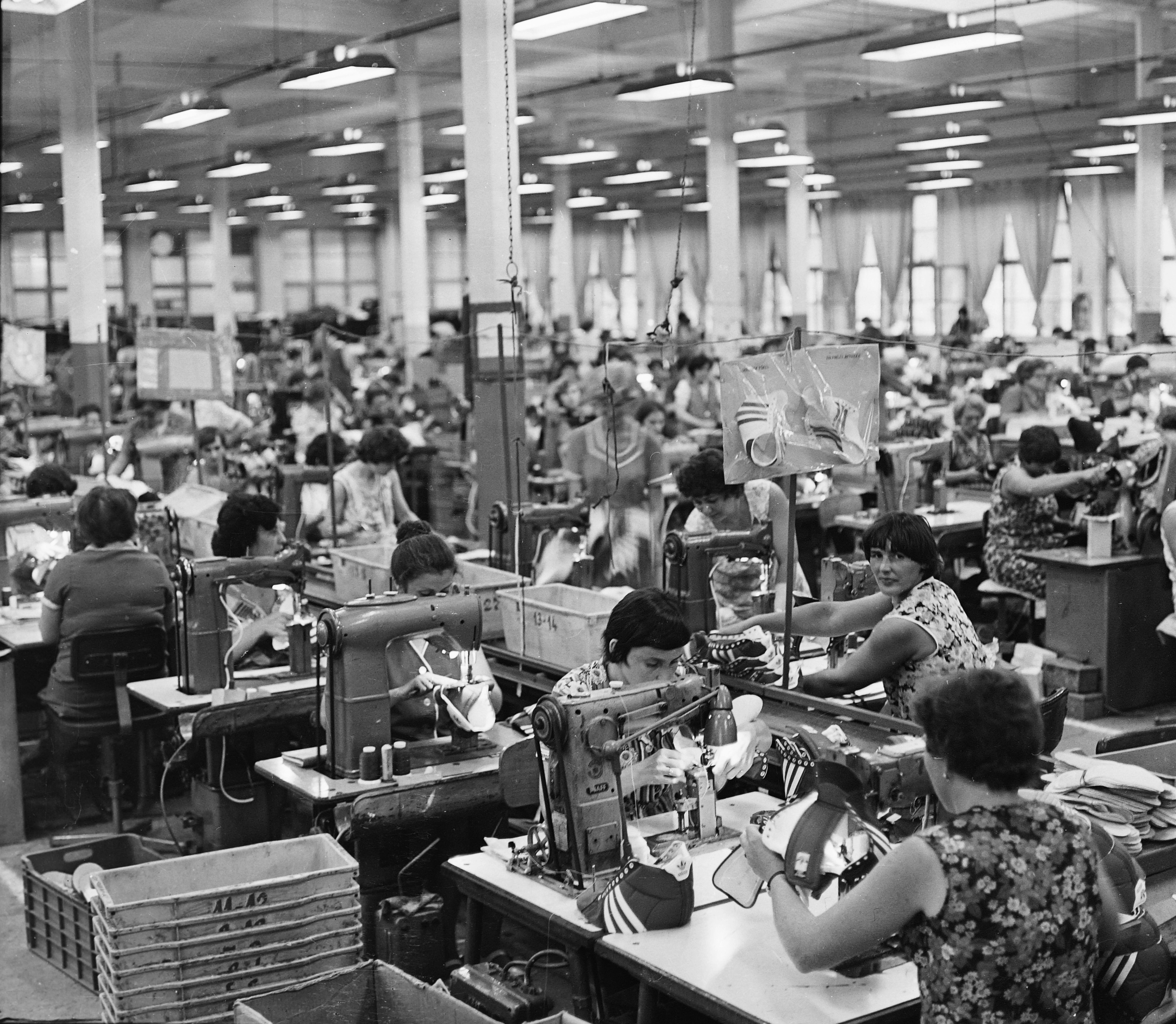
Arbeiterinnen in der Schuhfabrik (1980)

Eine Schuhfabrik (ehemals Tisza Cipőgyár, heute Lorenz Shoe Group), eine Brauerei (Heineken) und eine Ölmühle haben in Martfű ihren Sitz. Das Thermalbad hat seit 2003 den Status eines Heilbades. Das Heilwasser eignet sich besonders bei Erkrankungen der Bewegungsorgane, gynäkologischen Leiden, Herz- und Kreislaufbeschwerden sowie bestimmten Hautveränderungen. Durch Martfű verläuft die Hauptstraße Nr. 442. Der Bahnhof liegt an der Bahnstrecke Tiszatenyő–Kunszentmárton. 